# Tkanina

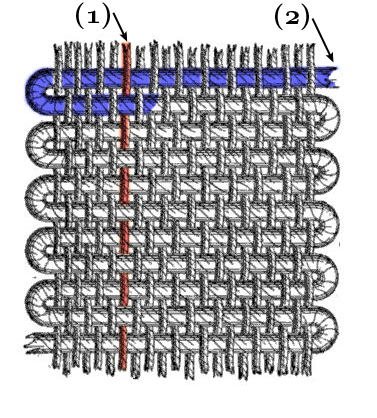
Schéma struktury tkaniny. Osnova (1) a útek (2)

Tkanina je plochý útvar, který vzniká propojením dvou vzájemně kolmo probíhajících soustav nití (nebo drátů), osnovy a útku (ČSN 80 0021).
V některých souhrnných údajích a podle Československé státní normy (ČSN 153110) jsou jako tkanina označovány také drátěné mříže, síta a podobné kovové výrobky, zhotovené tkací technikou. Následující článek však pojednává výhradně o textilních tkaninách.

## Vlastnosti tkanin
- šířka: stužky od cca 2 mm po šestimetrové koberce
- hmotnost: se pohybuje od 25 g/m² (plátno ze skleněného filamentu v síle 0,03 mm) do téměř 1,5 kg/m² (těžká plachtovina)[4]

- Užitné vlastnosti jsou do značné míry ovlivněny finální úpravou (zušlechtěním) tkaniny. K zušlechťovacím procesům patří např.: bělení, mercerování, barvení, tisk (snímek (9)), postřihování (snímek (10)), česání, valchování, impregnace atd.

## Druhy tkanin
- Podle suroviny: bavlnářské (z bavlny a směsí s bavlnou) (snímek (1)), vlnařské (z vlny a směsí s vlnou) (snímek (2)), syntetické (z filamentových přízí), aramidové (snímek (3), kovové[5] atd.)
- Podle účelu použití: např. prádloviny, šatovky, záclonoviny, stuhy (snímek (4)atd.)
- Podle způsobu výroby: jednobarevné, pestře tkané (snímek (5)), smyčkové (snímek (6)), žakárové,(7) brožované, 3D tkaniny atd.
- Ve výrobě a obzvlášť v obchodním styku se používá několik desítek označení (tradiční výrazy s obsahem ne vždy jednoznačně definovaným), která vyjadřují určité vlastnosti tkaniny.

Například:
Brokát je těžší hedvábná tkanina v atlasových vazbách
Popelín (snímek (1)) je jemná bavlněná tkanina na košile, halenky a pyžama. Obsahuje zpravidla na každý útek dvě osnovní nitě.
Manšestr (snímek (2)), podélně pruhovaný samet na svrchní ošacení a k dekoračním účelům.
Damašek je bavlněná nebo lněná žakárová tkanina na ložní prádlo a ubrusy.
Gabardén je jemná, velmi hustá tkanina s viditelným strmým žebrováním. Vyrábí se z bavlněných, vlněných i hedvábných přízí a používá se převážně na obleky a kostýmy.
Tvíd (snímek (8)), na který se zpracovávají hrubší melanžové (z různobarevných vláken) příze převážně z vlny. Tkanina se používá hlavně na saka, kostýmy a svrchníky.
Blue denim (v češtině často: tkanina na džíny) je bavlněná tkanina v keprové vazbě s osnovou obarvenou indigem a s režněbílým útkem.

## Výroba tkanin
V roce 2015 se odhadoval podíl tkanin na celkové spotřebě textilních vláken na 72 % (z 90 milionů tun), což odpovídalo asi 260 miliardám m2 tkanin.
Vývoj výroby v České republice:
| Druh tkanin | Výroba v milionech m2 | Výroba v milionech m2 |
| Druh tkanin | 1989                  | 2015                  |
| ----------- | --------------------- | --------------------- |
| bavlnářské  | 591                   | 47                    |
| syntetické  | 94                    | 396                   |
| vlnařské    | 128                   | 0                     |
| lněné       | 106                   | 0,6                   |
| koberce x   | 32                    | 13                    |
| celkem      | 951                   | 457                   |

x = výroba koberců v t x 103

## Galerie tkanin

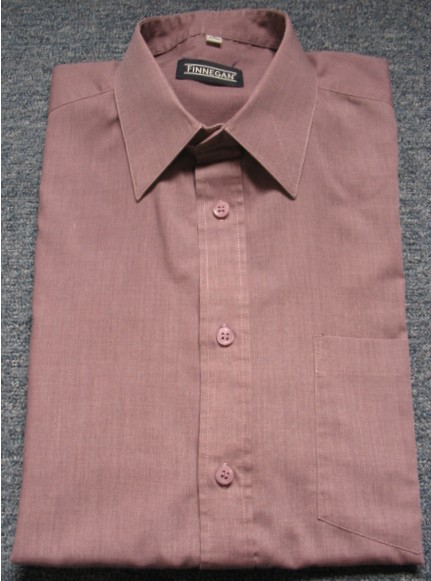
(1) Popelín ze směsi polyester/bavlna
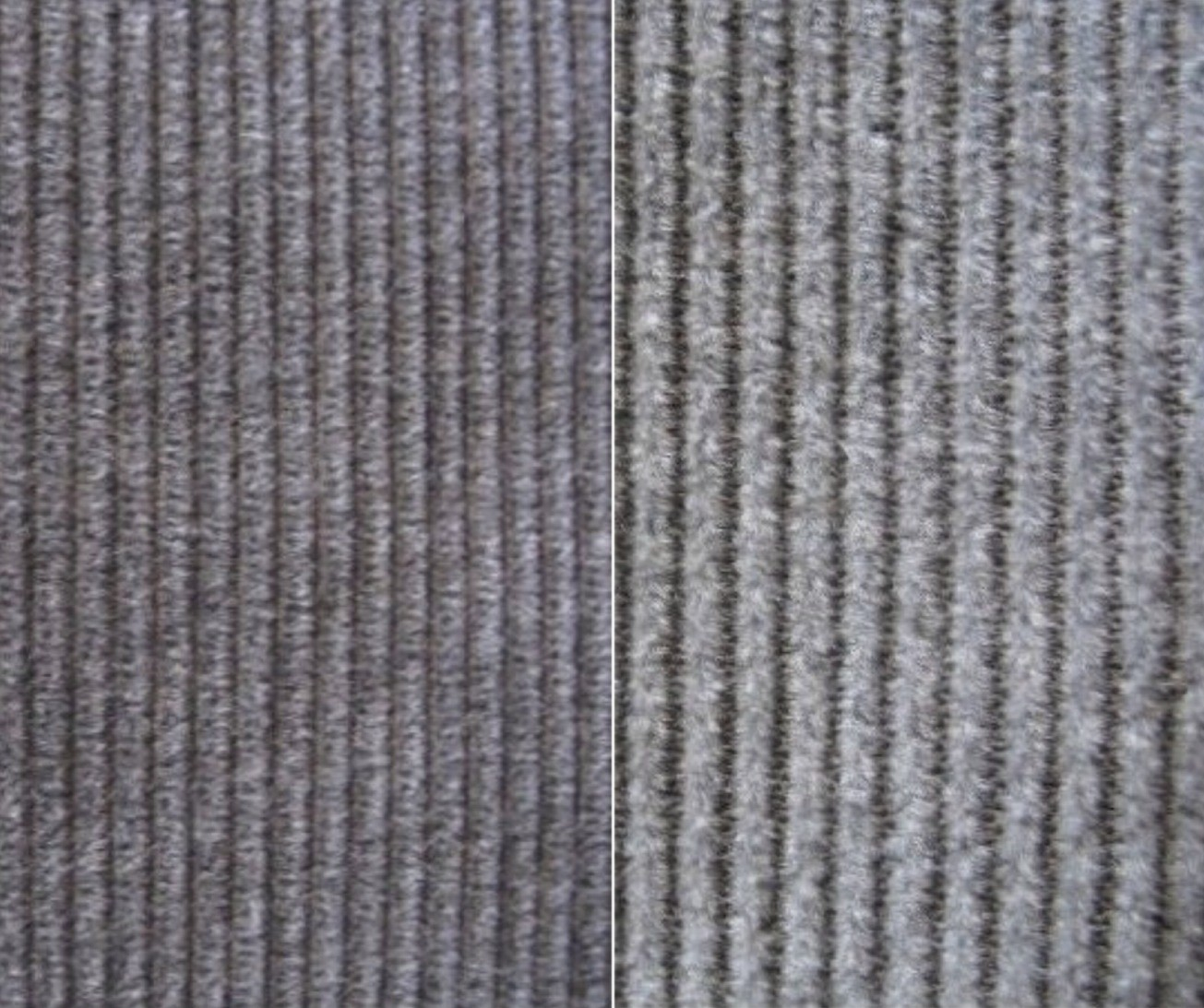
(2) Bavlněný a vlněný manšestr
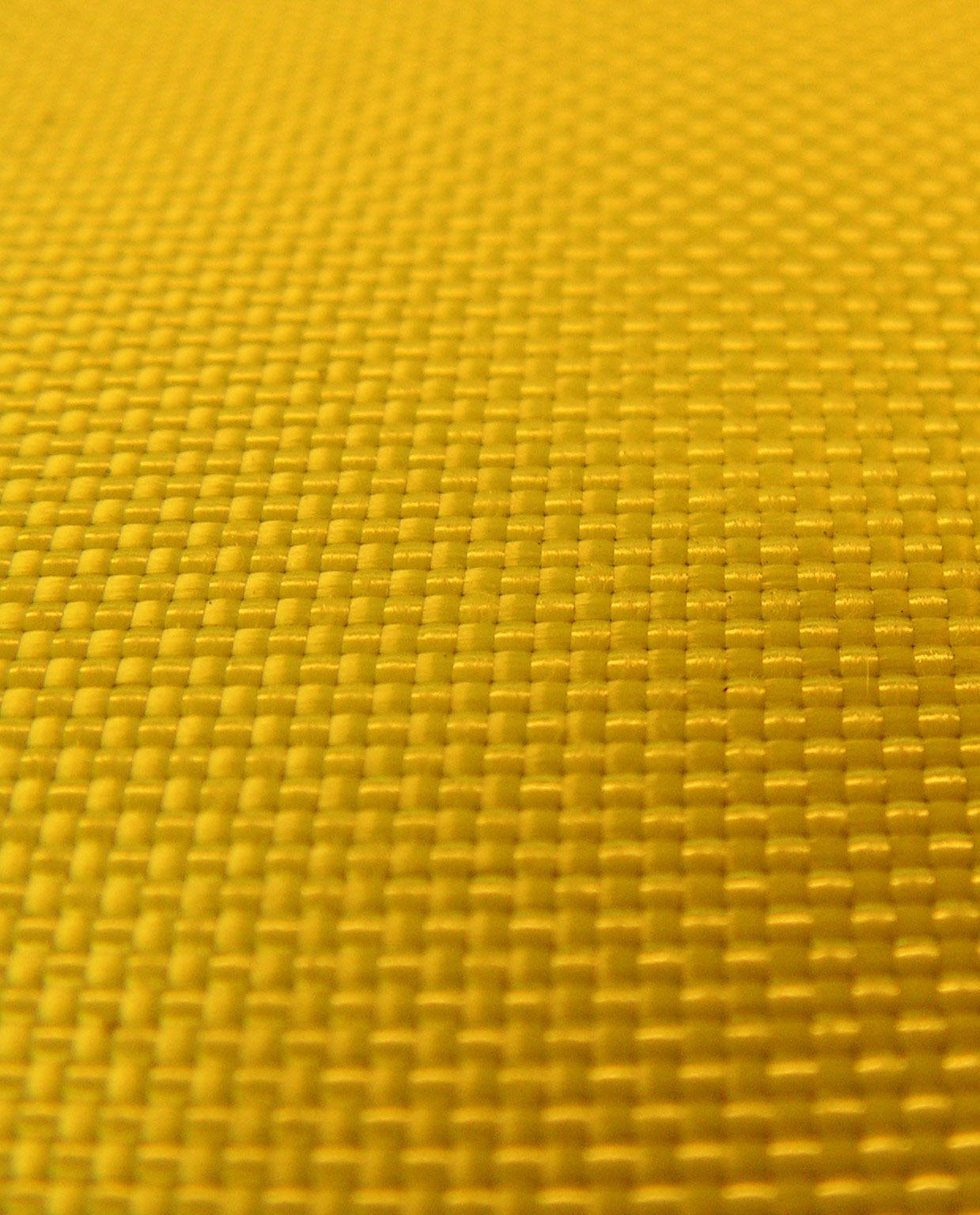
(3) Aramidová tkanina
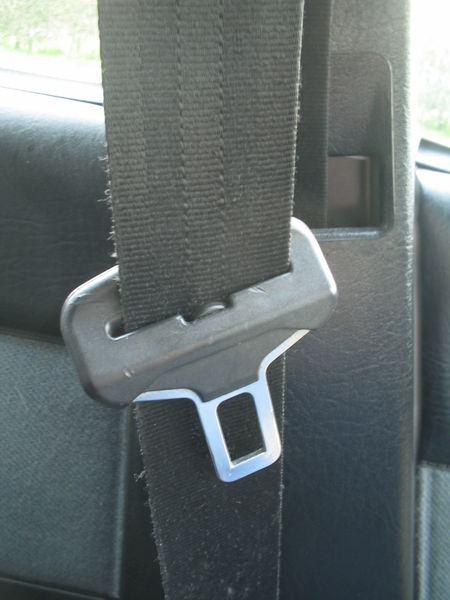
(4) Popruh
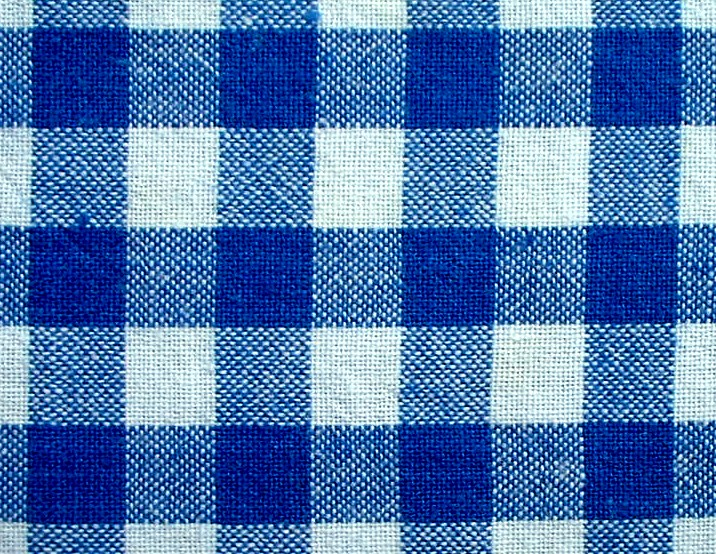
(5) Pestře tkaný kanafas
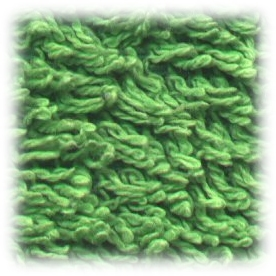
(6) Smyčková tkanina
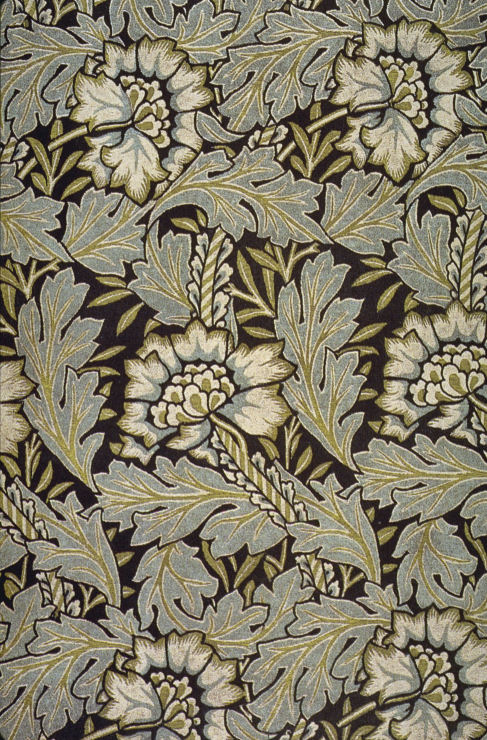
(7) Žakár ze směsi vlna/hedvábí
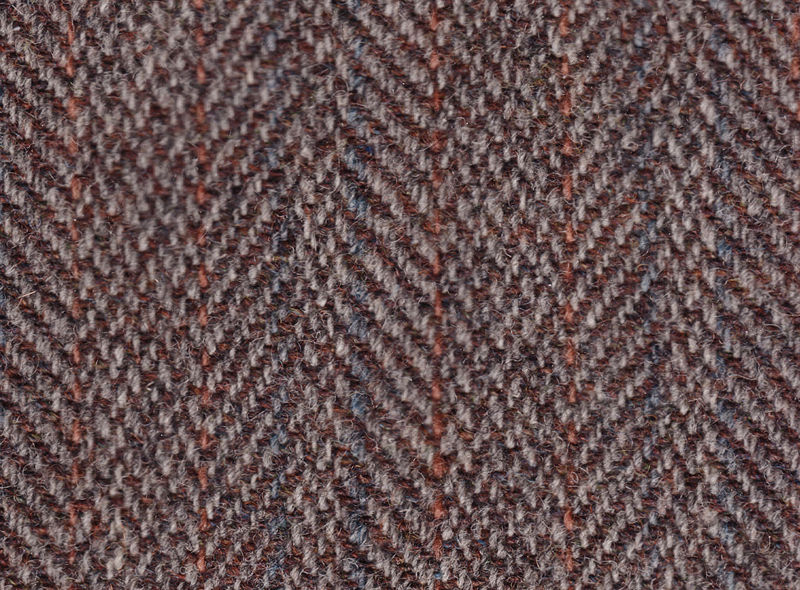
(8) Tradiční vlněný tvíd
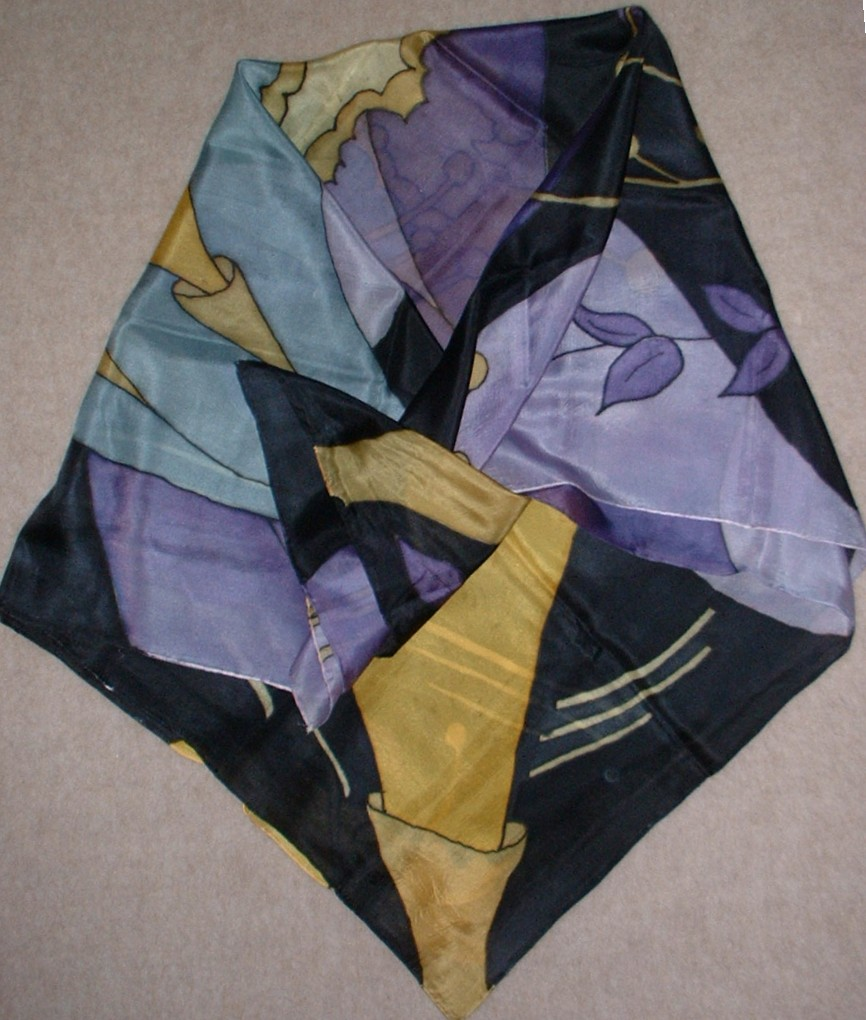
(9) Tisk na hedvábné tkanině
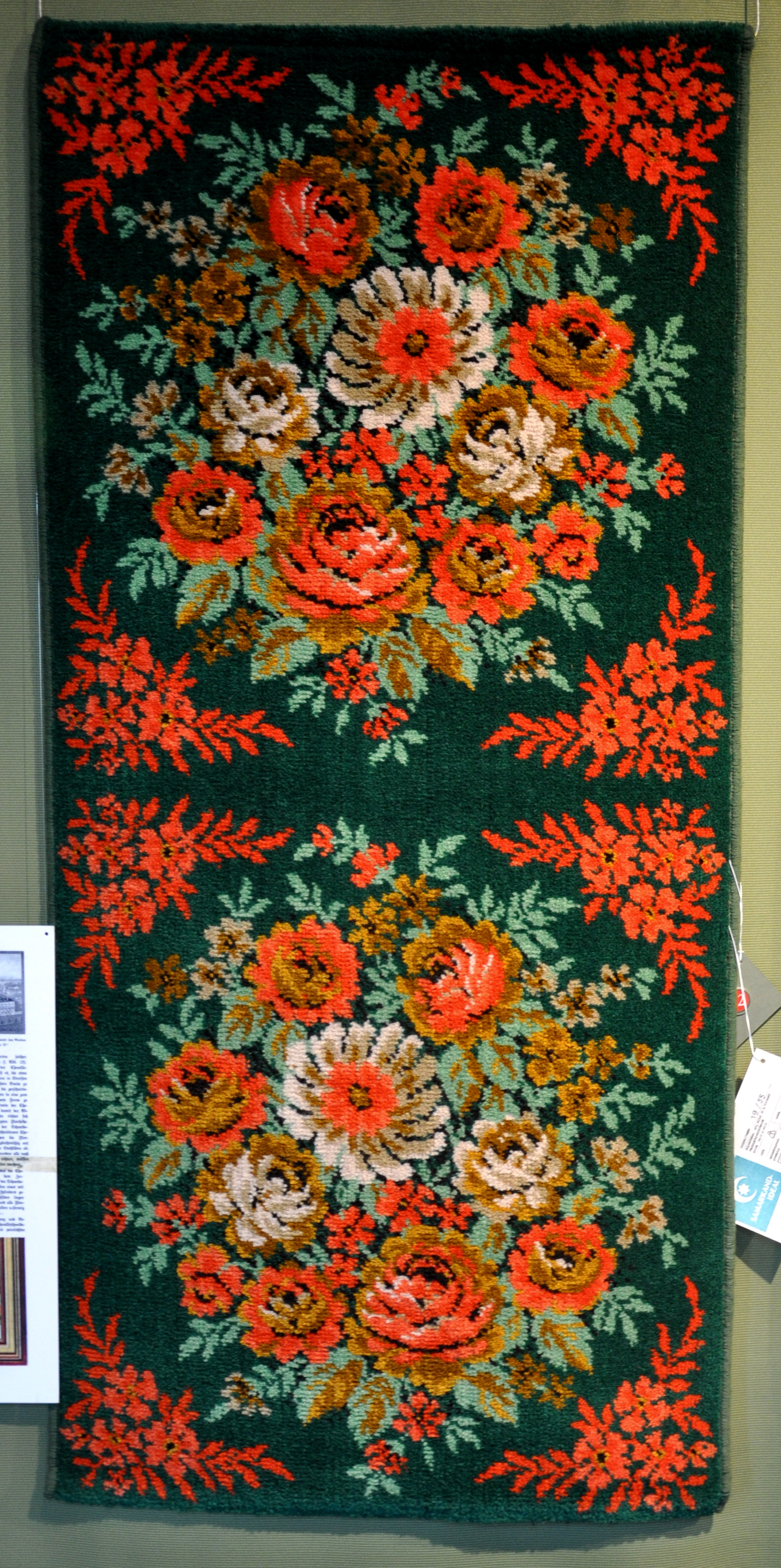
(10) Axminsterský koberec
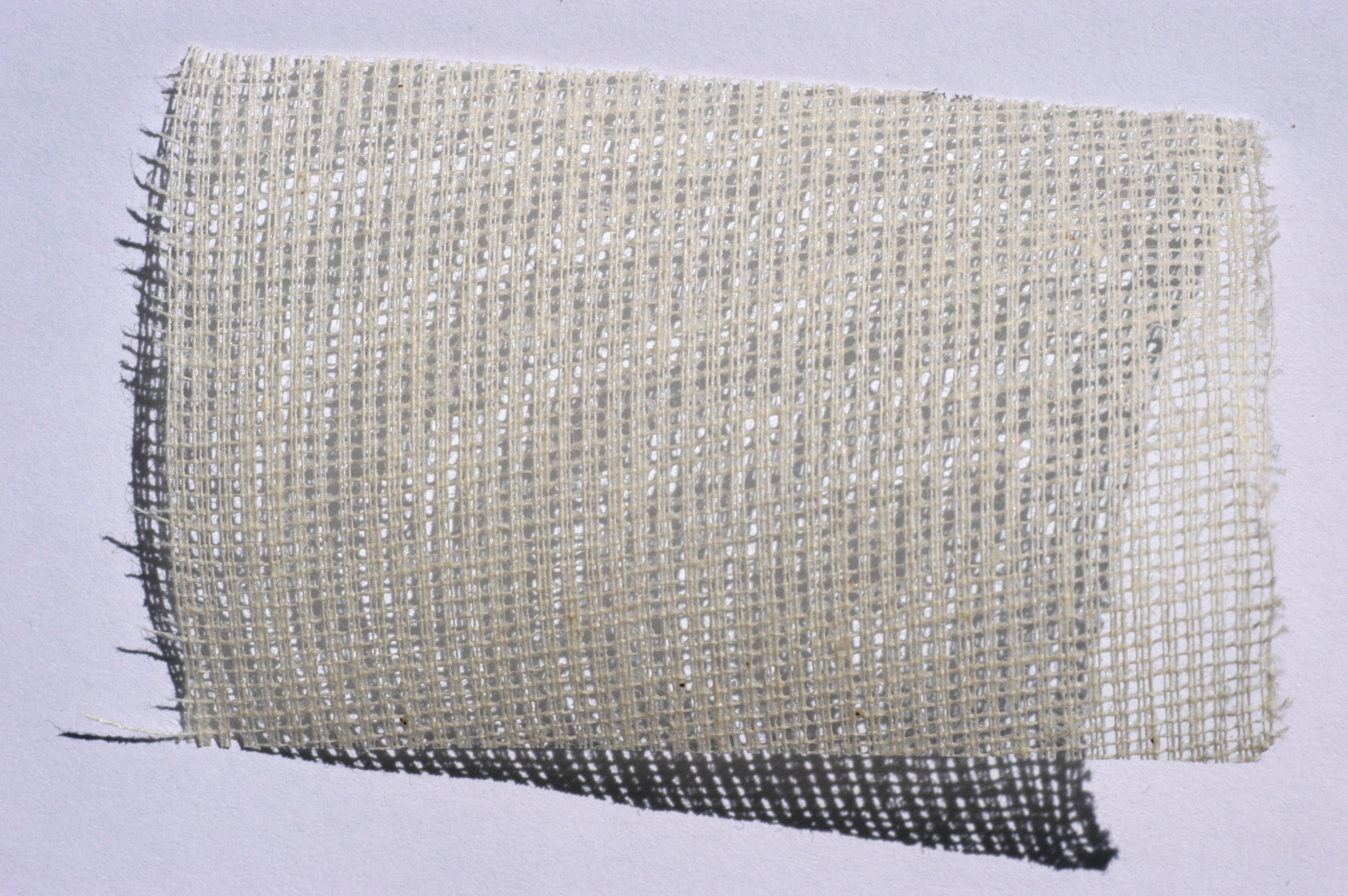
Gáz (perlinková vazba)
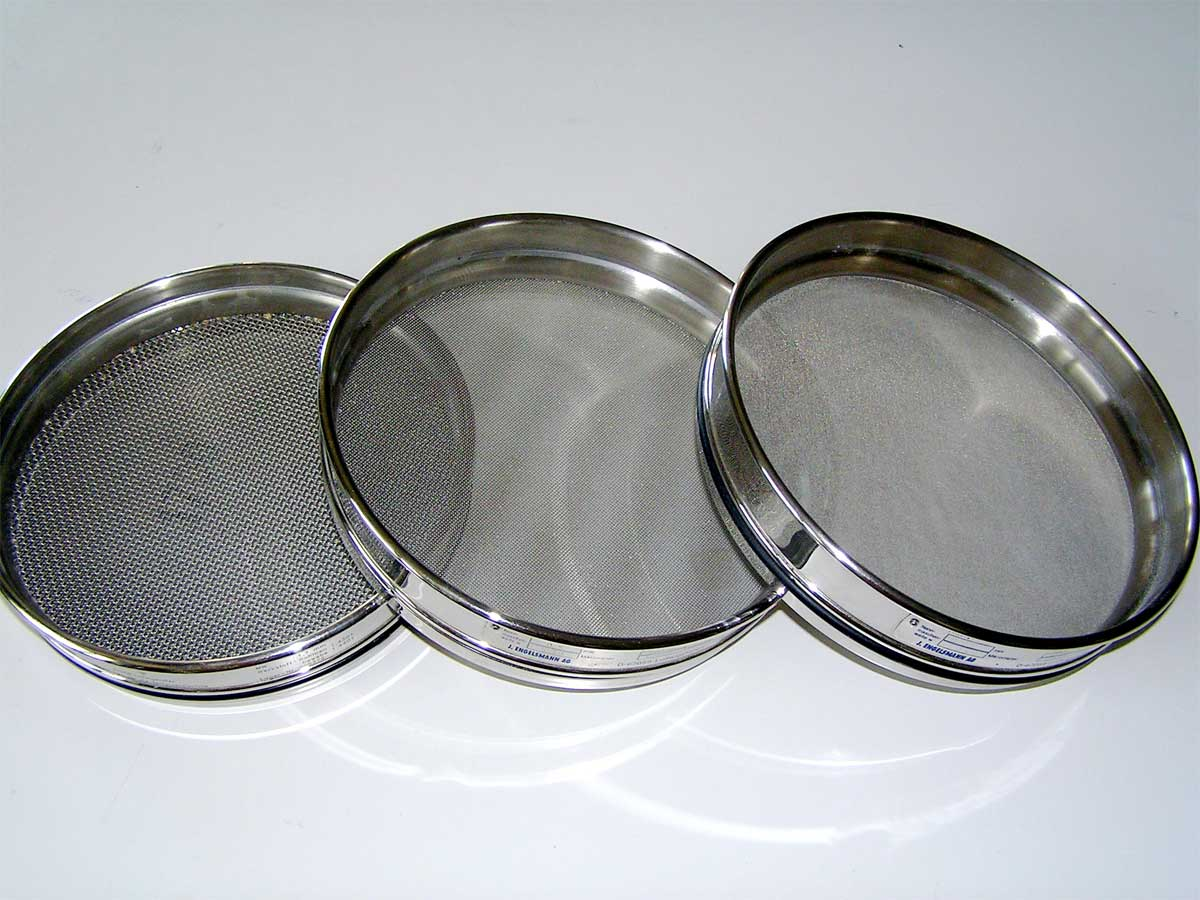
Kovové tkaniny (filtry s otvory 0,25–1,7 mm)